# 青木克徳
青木 克徳（あおき かつのり、1949年（昭和24年）2月16日 - ）は日本の政治家。葛飾区長（4期）。

## 経歴
1949年2月16日、岐阜県高山市に生まれる。小学校3年の時に、葛飾区亀有に転居した。1960年に葛飾区立亀青小学校、1963年に葛飾区立亀有中学校を卒業を経て、1967年に東京都立葛飾野高等学校を卒業した。同年、葛飾区役所に入職した。区役所では1996年に地域振興部長を、2003年に政策経営部長を経て、2006年に収入役に就任した。

### 2009年葛飾区長選挙
2009年7月31日付で区役所を退職した。同年11月8日投票の葛飾区長選挙に立候補して、新人4人を破って当選した。
※当日有権者数：355,415人 最終投票率：47.44%（前回比：+0.34pts）
| 候補者名   | 年齢 | 所属党派 | 新旧別 | 得票数   | 得票率 | 推薦・支持                   |
| ---------- | ---- | -------- | ------ | -------- | ------ | ---------------------------- |
| 青木克徳   | 60   | 無所属   | 新     | 69,701票 | 44.1%  | 自由民主党推薦               |
| 内田貴之   | 40   | 無所属   | 新     | 38,345票 | 24.3%  | 民主党・社民党・国民新党推薦 |
| 会田浩貞   | 69   | 無所属   | 新     | 20,360票 | 12.9%  | -                            |
| 新井杉生   | 50   | 無所属   | 新     | 18,976票 | 12.0%  | 日本共産党推薦               |
| 谷野正志朗 | 67   | 無所属   | 新     | 10,740票 | 6.8%   | -                            |

### 2013年葛飾区長選挙
2013年11月10日投票の葛飾区長選挙に立候補して、共産党推薦の新人を破って再選を果たした。
※当日有権者数：358,492人 最終投票率：41.66%（前回比：-5.78pts）
| 候補者名 | 年齢 | 所属党派 | 新旧別 | 得票数    | 得票率 | 推薦・支持                     |
| -------- | ---- | -------- | ------ | --------- | ------ | ------------------------------ |
| 青木克徳 | 64   | 無所属   | 現     | 108,080票 | 74.7%  | 自由民主党・民主党・公明党推薦 |
| 野口弘次 | 66   | 無所属   | 新     | 36,699票  | 25.3%  | 日本共産党推薦                 |

### 2017年葛飾区長選挙
2017年11月12日投票の葛飾区長選挙に立候補して、共産党支持の新人を破って3選を果たした。
※当日有権者数：372,329人 最終投票率：43.61%（前回比：1.95pts）
| 候補者名 | 年齢 | 所属党派 | 新旧別 | 得票数    | 得票率 | 推薦・支持                     |
| -------- | ---- | -------- | ------ | --------- | ------ | ------------------------------ |
| 青木克徳 | 68   | 無所属   | 現     | 107,794票 | 68.3%  | 自由民主党・公明党・民進党推薦 |
| 木原敬一 | 64   | 無所属   | 新     | 50,126票  | 31.7%  | 日本共産党支持                 |

### 2021年葛飾区長選挙
2021年11月7日開票の葛飾区長選挙に立候補して、4選を果たした。
※当日有権者数：375,779人 最終投票率：44.62%（前回比：0.41pts）
| 候補者名 | 年齢 | 所属党派 | 新旧別 | 得票数    | 得票率 | 推薦・支持             |
| -------- | ---- | -------- | ------ | --------- | ------ | ---------------------- |
| 青木克徳 | 72   | 無所属   | 現     | 100,695票 | 62.7%  | 自由民主党・公明党推薦 |
| 梅田信利 | 59   | 無所属   | 新     | 60,497票  | 37.5%  |                        |

## 人物
- 趣味は社交ダンスと囲碁[3][6]
- 信条は「現場第一・区民第一」[3][6]